# P-Tolylsulfinylamin
p-Tolylsulfinylamin ist eine organisch-chemische Verbindung aus der Gruppe der N-Sulfinylamine.

## Reaktionen
Als aromatisches N-Sulfinylamin ist es dienophil. Diese Verbindungen eignen sich in der chemischen Synthese gut für Cycloadditionsreaktionen. p-Tolylsulfinylamin eignet sich als Reagenz, um in situ hochreaktives Schwefelmonoxid herzustellen. Dazu wird es mit einem frustrierten Lewis-Paar mit einer bor- und einer phosphor-haltigen Gruppe (im gleichen oder in verschiedenen Molekülen) umgesetzt. Dadurch entsteht zunächst eine Phosphor-Stickstoff-Schwefel-Sauerstoff-Bor-Kette, dann unter Abspaltung von Schwefelmonoxid eine Phosphor-Stickstoff-Bor-Kette.